# Torneo Acropolis 1995
Il Torneo Acropolis 1995 si è svolto dall'8 al 10 giugno 1995.
Gli incontri si sono svolti nell'impianto ateniese "Olympiahalle".

## Squadre partecipanti
1. Jugoslavia
2. Grecia
3. Slovenia
4. Università americana

## Risultati
| Atene 8 giugno | Grecia | 82 – 73 | Slovenia | Olympiahalle |

| Atene 8 giugno | Università USA | 57 – 77 | Jugoslavia | Olympiahalle |

| Atene 9 giugno | Grecia | 91 – 85 | Università USA | Olympiahalle |

| Atene 9 giugno | Slovenia | 81 – 93 | Jugoslavia | Olympiahalle |

| Atene 10 giugno | Grecia | 62 – 72 | Jugoslavia | Olympiahalle |

| Atene 10 giugno | Slovenia | 83 – 86 | Università USA | Olympiahalle |

## Classifica Finale
| -  | Team           | PT | V - P | PF - PS   |
| -- | -------------- | -- | ----- | --------- |
| 1. | Jugoslavia     | 6  | 3 - 0 | 262 - 200 |
| 2. | Grecia         | 4  | 2 - 1 | 235 - 230 |
| 3. | Università USA | 2  | 1 - 2 | 228 - 251 |
| 4. | Slovenia       | 0  | 0 - 3 | 237 - 271 |